# DØ
Pour les articles homonymes, voir Do et D0.
 (décembre 2023).
DØ (comme l'écrivent ses promoteurs) ou D0 (lire DZero en anglais), est une expérience de physique des particules localisée à Fermilab (Chicago, États-Unis) sur l'accélérateur Tevatron. Le nom du projet vient de celui de la zone d’accueil de l’accélérateur servant à mesurer la masse du boson de Higgs. DØ a permis des avancées scientifiques significatives dans plusieurs domaines : la recherche du boson de Higgs et la détermination de sa masse, l'étude des bosons W et Z, du quark top,[réf. nécessaire] des quarks bottom et charm,[réf. nécessaire] et la chromodynamique quantique.[réf. nécessaire]

## Recherche de la masse du boson de Higgs
Avant sa découverte, ce boson a au départ été prédit par les équations d’énergie comme ne pouvant pas excéder 185 GeV/c² de masse, s’il existe en tant que particule simple, mais une expérience précédemment menée au CERN a démontré que, s’il existe, sa masse doit être nécessairement supérieure à 114 GeV/c².
Le 13 mars 2009, l'équipe du projet international D0, rassemblant plus de 600 chercheurs de 63 laboratoires ou instituts de 15 pays et travaillant sur les résultats du obtenus notamment sur les instruments du CDF (Collider Detector at Fermilab) et le Tevatron, a pu établir que le boson de Higgs ne peut pas avoir une masse comprise dans l’intervalle de 160 à 170 GeV/c², ce qui a réduit significativement l’espace de recherche du boson à deux intervalles (ce qui n’excluait donc pas que ce soit en fait une paire de particules liées, voire une particule bosonique et un jeu de particules plus petites elles aussi encore non détectées à cette date).
Le 2 juillet 2012, anticipant l'annonce du CERN, DØ et le CDF ont annoncé conjointement leur preuve d'une masse du boson de Higgs située entre 115 et 135 GeV/c2. L'existence du boson de Higgs a été confirmée de manière expérimentale deux jours plus tard le 4 juillet 2012 grâce à l'utilisation du LHC (Large Hadron Collider) et a conduit à l'attribution du prix Nobel de physique à François Englert et Peter Higgs en 2013. En juillet 2023 le détecteur ATLAS couplé avec le LHC du CERN sur Genève en Suisse, a permis de mesurer avec une incertitude systématique réduite d'un facteur de presque 4 par rapport aux mesures de la phase 1 antérieure. Cette nouvelle mesure affinée a permis d'établir la masse du boson de Higgs  à  125,22 GeV/c² avec une incertitude de seulement 0,14 GeV/c². 